# Planchonella erringtonii
Planchonella erringtonii là một loài thực vật có hoa trong họ Hồng xiêm. Loài này được Dubard miêu tả khoa học đầu tiên năm 1911.